# Wanderspinnen
|  | Dieser Artikel wurde aufgrund von formalen oder inhaltlichen Mängeln in der Qualitätssicherung Biologie zur Verbesserung eingetragen. Dies geschieht, um die Qualität der Biologie-Artikel auf ein akzeptables Niveau zu bringen. Bitte hilf mit, diesen Artikel zu verbessern! Artikel, die nicht signifikant verbessert werden, können gegebenenfalls gelöscht werden. Lies dazu auch die näheren Informationen in den Mindestanforderungen an Biologie-Artikel. |

Die Wanderspinnen (Miturgidae) sind eine Familie der Echten Webspinnen (Araneomorphae). Die Familie ist weltweit verbreitet und umfasst aktuell 29 Gattungen und 137 Arten (Stand: April 2019).

## Systematik
Der Arachnologe Martín J. Ramírez (Museo Argentino de Ciencias Naturales Bernardino Rivadavia) stellte in seiner 2014 veröffentlichten Arbeit zur Morphologie und Phylogenie der Echten Webspinnen fest, dass die bereits 1893 beschriebene Familie Zoridae als Synonym der Wanderspinnen (Miturgidae) zu betrachten ist, woraufhin sie in die Wanderspinnen eingegliedert wurde.
Viele Gattungen wurden aus anderen Familien in diese Gruppe gestellt, beispielsweise die Gattungen Argoctenus, Hestimodema, Odomasta, Thasyrea, Zora und Zoroides aus der Familie der Kammspinnen, Voraptus aus der Familie der Jagdspinnen oder Hoedillus aus der Familie der Riesenkrabbenspinnen. Im Jahr 2017 wurden die Gattungen  Xenoctenus, Odo und Paravulsor von den Wanderspinnen in die neu errichtete Familie Xenoctenidae transferiert.
Der World Spider Catalog listet für die Wanderspinnen aktuell 29 Gattungen und 137 Arten (Stand: April 2019).
- Argoctenus L. Koch, 1878
- Diaprograpta Simon, 1909
- Elassoctenus Simon, 1909
- Eupograpta Raven, 2009
- Hestimodema Simon, 1909
- Israzorides Levy, 2003
- Mituliodon Raven & Stumkat, 2003
- Miturga Thorell, 1870
- Mitzoruga Raven, 2009
- Nuliodon Raven, 2009
- Odomasta Simon, 1909
- Pacificana Hogg, 1904
- Palicanus Thorell, 1897
- Parapostenus Lessert, 1923
- Prochora Simon, 1886
- Pseudoceto Mello-Leitão, 1929
- Simonus Ritsema, 1881
- Syrisca Simon, 1886
- Syspira Simon, 1895
- Systaria Simon, 1897
- Tamin Deeleman-Reinhold, 2001
- Teminius Keyserling, 1887
- Thasyraea L. Koch, 1878
- Tuxoctenus Raven, 2008
- Voraptus Simon, 1898
- Xantharia Deeleman-Reinhold, 2001
- Zealoctenus Forster & Wilton, 1973
- Zora C. L. Koch, 1847
- Zoroides Berland, 1924